# Линкберг, Артур Якубович
А́ртур Я́кубович Ли́нкберг (эст. Artur Linkberg; 16 апреля 1899, Вяэтса — 10 февраля 1970, Тарту) — эстонский и советский хирург. Основоположник хирургии кровеносных сосудов в Эстонской ССР.

## Биография
Артур Линкберг родился в посёлке Вяэтса, Эстония. Отец Артура Якоб был столяром и умер, когда мальчику исполнилось два года. О том, что он станет врачом, Артур стал мечтать с семи лет.
Участвовал добровольцем в Освободительной войне, затем учился в Таллине на общеобразовательных курсах Рабиновича, в 1920 году закончил Тартускую городскую вечернюю общую гимназию, в 1925 году — врачебный факультет Тартуского университета. В 1929 году защитил докторскую диссертацию «О гликогенолизе и гликолизе при воздействии различных тканей в анаэробных и аэробных условиях» («Glükogenolüüsist ja glükolüüsist mitmekesiste kudede toimel anaeroobseis ja aeroobseis tingimusis»).
В 1930—1939 годах Линкберг ездил повышать квалификацию в Австрию, Францию, Германию и Венгрию. Он был первым в Тартуском университете лектором по хирургии, который в начале 1930-х годов стал читать лекции на эстонском языке. В 1938 году Артур Линкберг стал профессором хирургии. Точность своих пальцев хирург тренировал весьма странным для мужчины увлечением — вышивая скатерти и салфетки. Этому он научился у своей супруги Лейды, экономиста по образованию. Своим коллегам он не разрешал играть в теннис, чтобы не повредить руки, разрешал только настольный теннис, и сам никогда не выполнял садовые работы вместе с семьёй; хорошим хирургом он считал только того, кто полностью посвящён своей работе, поэтому недолюбливал замужних хирургов-женщин. Не одобрял он также того, если студент, будущий хирург, параллельно занимался другой специальностью. О таких он говорил: «Фигаро тут, Фигаро там, а в итоге нигде».
Артур Линкберг считал, что врачи должны навещать своих пациентов и по вечерам, и по воскресеньям, и сам всегда придерживался этого правила. «Больной — он и есть больной, независимо от праздников и выходных», — говорил он.
В 1946 году под руководством Линкберга в Тарту было создано отделение по переливанию крови (в Таллине такая служба работала с 1941 года).
В 1965 году по инициативе Линкберга в хирургической клинике Тартуской городской больницы было создано отделение хирургии кровеносных сосудов. В это же время подобные отделения открылись в Москве, Ленинграде и Вильнюсе — в остальных регионах Советского Союза такой специализации ещё не было, развитие хирургии кровеносных сосудов во всём мире только начиналось.
Артур Линкберг умер 10 февраля 1970 года при подготовке к очередной операции.

## Трудовая деятельность
- 1925-1970 — профессор Тартуского университета, заведующий кафедрой хирургии, декан врачебного факультета
- 1944-1947 — председатель Учёного совета Министерства здравоохранения Эстонской ССР
- 1944-1950 — директор Управления Тартуских клиник
- 1951-1957 — председатель Тартуского общества врачей
- 1953-1970 — главный хирург города Тарту[1][3]

## Общественная деятельность
Артур Линкберг был членом эстонской Врачебной палаты и членом Собрания представителей органов местного самоуправления Эстонии.
В 1939 году он был избран членом городского собрания Тарту.

## Достижения
- 1945 год — первая в Эстонии операция по созданию искусственного пищевода из тонкого кишечника
- 1952 год — первая в Эстонии операция на лёгких
- 1960 год — первая в Эстонии пересадка кровеносных сосудов
- 1968 год — первая в Эстонии трансплантация почки, изъятой у трупа[1][3]

## Звания
- 1946 год — Заслуженный врач Эстонской ССР
- 1961 год — Орден Трудового Красного Знамени[4]
- 1965 год — Заслуженный учёный Эстонской ССР[1]

## Увековечение памяти
В 1972 году в посёлке Вяэтса был открыт памятник, посвящённый Артуру Линкбергу (автор Аулин Римм (Aulin Rimm)).